# Castelmayran
Castelmayran é uma comuna francesa na região administrativa de Occitânia, no departamento de Tarn-et-Garonne. Estende-se por uma área de 15,96 km². Em 2010 a comuna tinha 1 233 habitantes (densidade: 77,3 hab./km²).